# Gare d'Harfleur
Ne pas confondre avec la gare d'Harfleur-Halte.
La gare d'Harfleur est une gare ferroviaire française de la ligne de Paris-Saint-Lazare au Havre, située au lieu-dit Fleurville sur le territoire de la commune d'Harfleur, dans le département de la Seine-Maritime en région Normandie.
Elle est mise en service en 1847 par la Compagnie du chemin de fer de Rouen au Havre, avant de devenir une gare de la Compagnie des chemins de fer de l'Ouest, puis de l'Administration des chemins de fer de l'État.
C'est une halte voyageurs de la Société nationale des chemins de fer français (SNCF) du réseau TER Normandie desservie par des trains express régionaux.

## Situation ferroviaire
Établie à 17 mètres d'altitude, la gare d'Harfleur est située au point kilométrique (PK) 221,732 de la ligne de Paris-Saint-Lazare au Havre, entre les gares de Saint-Laurent - Gainneville et du Havre-Graville.

## Histoire
Harfleur est l'une des treize stations mises en service le 22 mars 1847 par la Compagnie du chemin de fer de Rouen au Havre, lorsqu'elle ouvre à l'exploitation sa ligne en prolongement de la ligne de Paris à Rouen. Le bâtiment de style Tudor est dû à l'architecte anglais William Tite, qui est l'auteur de toutes les stations intermédiaires entre Rouen et Le Havre.

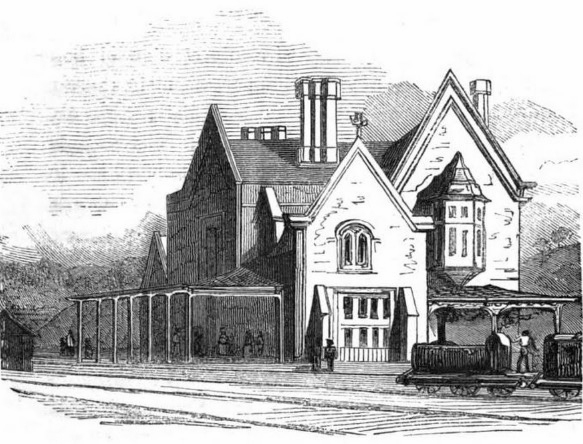
La gare d'Harfleur par A. Couveley (1847).

Peu après l'ouverture de la ligne, Joseph Morlent prend le train au Havre et décrit son parcours : 

« Nous voici à la première station, ou mieux au premier relai ; car avant de pénétrer dans la vallée de Saint-Laurent, qui s'ouvre devant nous, un supplément de force tractive nous est nécessaire. Aussi une locomotive de renfort est-elle sellée et bridée, et prête à recevoir son postillon. C'est que nous avons à franchir une pente de huit millimètres, la plus exceptionnelle de toutes les pentes autorisées, et dont nous n'atteindrons le sommet que sur le plateau de Saint-Romain.
La faible distance qui sépare le débarcadère du Havre de la première station d'Harfleur a cela de remarquable, a-t-on dit, qu'indépendamment des sites pittoresques que traverse le chemin, il offre sur un très petit espace un spécimen complet et détaillé des divers travaux d'art auxquels donne lieu l'établissement d'un railway. En partant du Havre, il parcourt successivement un long remblai, deux courbes très prononcées, franchit un tunnel, s'enfonce dans une profonde tranchée et passe sur deux viaducs pour arriver à la pente que gravissent en ce moment avec une si fringante prestesse, nos deux locomotives.
La station d'Harfleur est marquée par un groupe de constructions d'un effet pittoresque quoique les détails n'en soient pas d'un goût parfaitement irréprochable. »

— Joseph Morlent, Le chemin de fer du Havre à Rouen et à Paris Promenade pittoresque et anecdotique.

Gare d'Harfleur
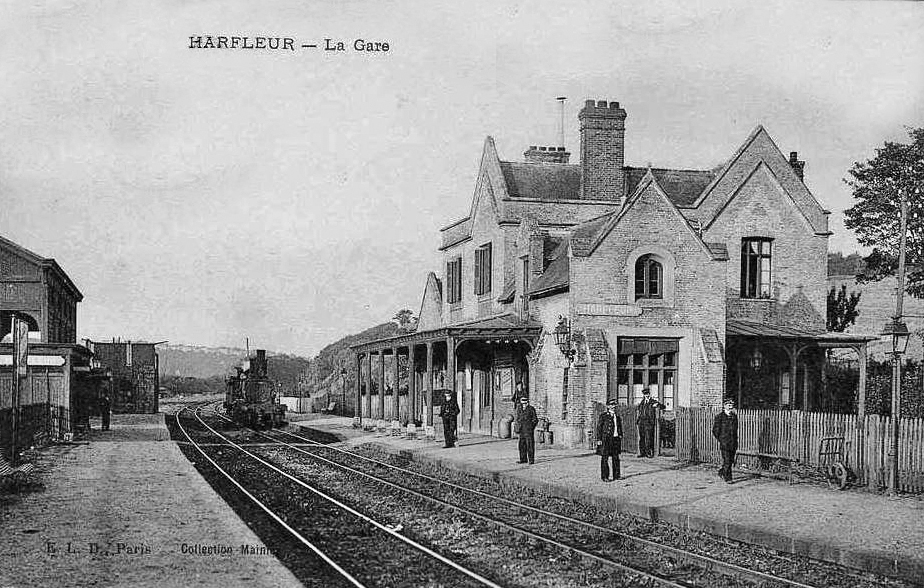
Vue d'ensemble vers 1900.
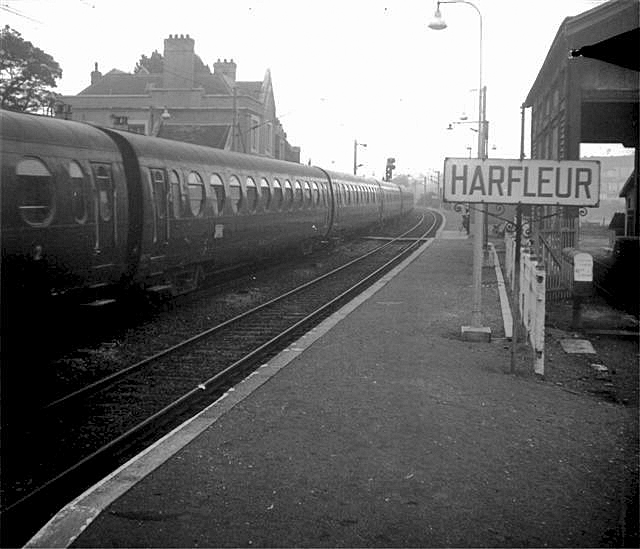
Desserte en 1967.

À la fin du XXe siècle, la gare perd son guichet et le bâtiment voyageurs est fermé et désaffecté. Elle devient une simple halte voyageurs avec deux quais à accès libre. En 2015, la SNCF estime la fréquentation annuelle à 8 227 voyageurs.

## Service des voyageurs

### Accueil
Halte voyageurs SNCF, c'est un point d'arrêt non géré (PANG) à accès libre. Un souterrain permet la traversée des voies et le passage d'un quai à l'autre.

### Desserte
Harfleur est une halte voyageurs du réseau TER Normandie desservie par des trains express régionaux assurant les relations : Rouen – Yvetot – Le Havre et Le Havre – Fécamp.

### Intermodalité
Le stationnement des véhicules est possible à proximité.
Elle est desservie par des bus urbains de la société Transdev Le Havre (lignes 13, 14 et 15) et par des cars de la ligne départementale 23.

## Patrimoine ferroviaire
L'ancien bâtiment voyageurs, qui n'est plus utilisé pour le service des voyageurs, est celui d'origine construit pour l'ouverture de la ligne sur les plans de l'architecte anglais William Tite.